# Florentinus
Pour les articles homonymes, voir Florentinus (poète).
Florentinus est un juriste romain de la fin du IIe siècle, auteur d'Institutiones en douze livres, dont quarante-deux extraits se trouvent cités littéralement dans le Corpus juris civilis (dans le Digeste et les Institutes). On en relève également une citation dans les Scholia Sinaitica. Presque rien n'est connu sur sa personne.